# George Wells
George Wells (New York, 8 novembre 1909 – Newport Beach, 27 novembre 2000) è stato uno sceneggiatore e produttore cinematografico statunitense.
Nel 1958 vinse l'Oscar alla migliore sceneggiatura originale per il film La donna del destino.

## Filmografia parziale

### Sceneggiatore
- Facciamo il tifo insieme (Take Me Out to the Ball Game), regia di Busby Berkeley (1949)
- Il pescatore della Louisiana (The Toast of New Orleans), regia di Norman Taurog (1950)
- L'allegra fattoria (Summer Stock), regia di Charles Walters (1950)
- Show Boat (Showboat), regia di George Sidney (1951)
- Angels in the Outfield, regia di Clarence Brown (1951)
- I Love Melvin, regia di Don Weis (1953)
- Alla larga dal mare (Don't Go Near the Water), regia di Charles Walters (1957)
- La donna del destino (Designing Woman), regia di Vincente Minnelli (1957)
- Il dominatore di Chicago (Party Girl), regia di Nicholas Ray (1958)
- Tutte le ragazze lo sanno (Ask Any Girl), regia di Charles Walters (1959)
- Gazebo (The Gazebo), regia di George Marshall (1959)
- La spiaggia del desiderio (Where the Boys Are), regia di Henry Levin (1960)
- Penelope, la magnifica ladra (Penelope), regia di Arthur Hiller (1966)
- Angels (Angels in the Outfield), regia di William Dear (1994)

### Produttore
- Nebbia sulla Manica (Dangerous When Wet), regia di Charles Walters (1953)
- I Love Melvin, regia di Don Weis (1953)
- Annibale e la vestale (Jupiter's Darling), regia di George Sidney (1955)